# Acrochaeta picta
Acrochaeta picta är en tvåvingeart som först beskrevs av Brauer 1882.  Acrochaeta picta ingår i släktet Acrochaeta och familjen vapenflugor.
Artens utbredningsområde är Venezuela. Inga underarter finns listade i Catalogue of Life.